# Helicopsyche lapidaria
Helicopsyche lapidaria är en nattsländeart som beskrevs av Ross 1975. Helicopsyche lapidaria ingår i släktet Helicopsyche och familjen Helicopsychidae. Inga underarter finns listade i Catalogue of Life.